# Wrechen
Wrechen is een Duits Ortsteil (dorp), onderdeel van de gemeente Feldberger Seenlandschaft. Het dorp ligt aan de Wrechener See.

## Bezienswaardigheden

### Kerk
De huidige kerk van het dorp bevindt zich achteraan het kerkhof en was oorspronkelijk het grafmonument van de familie Selp. Vooraan het kerkhof is aan de rechterkant een lage klokkentoren met één klok. Daarachter zijn de overblijfselen van de oorspronkelijke kerk, die in 1945 zwaar beschadigd raakte en in 1950 gesloopt werd.

### Gutshaus Wrechen
Het Gutshaus (=landhuis) is een herenhuis met park en stallingen uit 1840, gebouwd naar de plannen van de architect Friedrich Wilhelm Buttel.

## Geboren
- Irma Grese (1923-1945), SS-kampbewaakster